# Strada Statale 113 Settentrionale Sicula
Die Strada Statale 113 (SS 113), genannt Settentrionale Sicula, ist eine Staatsstraße Italiens. Ihren Namen hat sie daher, dass sie entlang der Nordküste Siziliens verläuft. Dabei kommt sie dem Tyrrhenischen Meer oft sehr nahe. In weiten Teilen dürfte die Trasse dem Verlauf der antiken Via Valeria entsprechen, während im Mittelalter die Landverbindung von Palermo nach Messina durch das bergige Innere der Insel führte.

## Streckenverlauf
Die SS 113 beginnt in Messina und führt über Cefalù und Palermo nach Trapani. Die SS 113 dir. Litoranea führt bis Ganzirri am Stretto di Messina entlang und umrundet die Nordostspitze Siziliens über Mortelle, Sparta, Síndaro Marina und Orto Liuzzo, um bei Divieto wieder die SS 113 zu erreichen, die von Messina aus direkt die Monti Peloritani überquert. Im Wesentlichen verläuft die Straße in Küstennähe, wenn auch teilweise in Hanglage, und überquert mehrere Fiumare. Zwischen Cefalù und Palermo liegen Termini Imerese, Casteldaccia und Bagheria an der Strecke. Nach Ficarazzi erreicht die SS 113 bei Acqua dei Corsari das Stadtgebiet von Palermo und wechselt dann mehrfach den Namen: Via Messina Marine, Umberto I°, Francesco Crispi, passiert den Hafen und den Ucciardone. Wegen der Einbahnstraßenführung erreicht sie erst bei der Piazza De Gasperi den ursprünglichen Verlauf (die Via Sampolo ist nur von Norden nach Süden befahrbar) und führt über die Via Resuttana und San Lorenzo nach Tommaso Natale, an der Villa Boscogrande vorbei, wobei zwei beschrankte Übergänge über die Linie nach Trapani öfters Stauungen verursachen. Hinter Sferracavallo sind Isola delle Femmine, Capaci, Villagrazia di Carini, Cinisi und Terrasini zu nennen. Bei San Cataldo biegt die Trasse vom Golf von Castellammare Richtung Partinico ab, während die SS 187 an der Küste entlang nach Castellammare del Golfo und dann ebenfalls nach Trapani führt. Die Settentrionale Sicula verbindet dann Partinico, von wo aus die SS 186 über Monreale nach Palermo führt, mit Alcamo und biegt dann südlich nach Calatafimi ab. Von dort geht es dann westlich bis Trapani. Südliche Anschlussstrecken sind die SS 119 von Alcamo nach Castelvetrano und die SS 188A von Calatafimi nach Salemi.

## Bedeutung
Noch in den ersten Jahren des 21. Jahrhunderts verlief die einzige direkte Straßenverbindung zwischen Messina und Palermo über den Abschnitt der SS 113 zwischen Sant’Agata di Militello und Cefalù.
Die Bedeutung der SS 113 für den Fernverkehr ist dadurch verringert, dass parallel zu ihr zunächst die Autobahn A20, dann die A19 und schließlich die A29 und A29dir verlaufen. Auch die Bahnstrecken Messina–Palermo und Palermo–Trapani laufen in weiten Strecken parallel zur SS 113.